# Lutherhaus (Hannover)

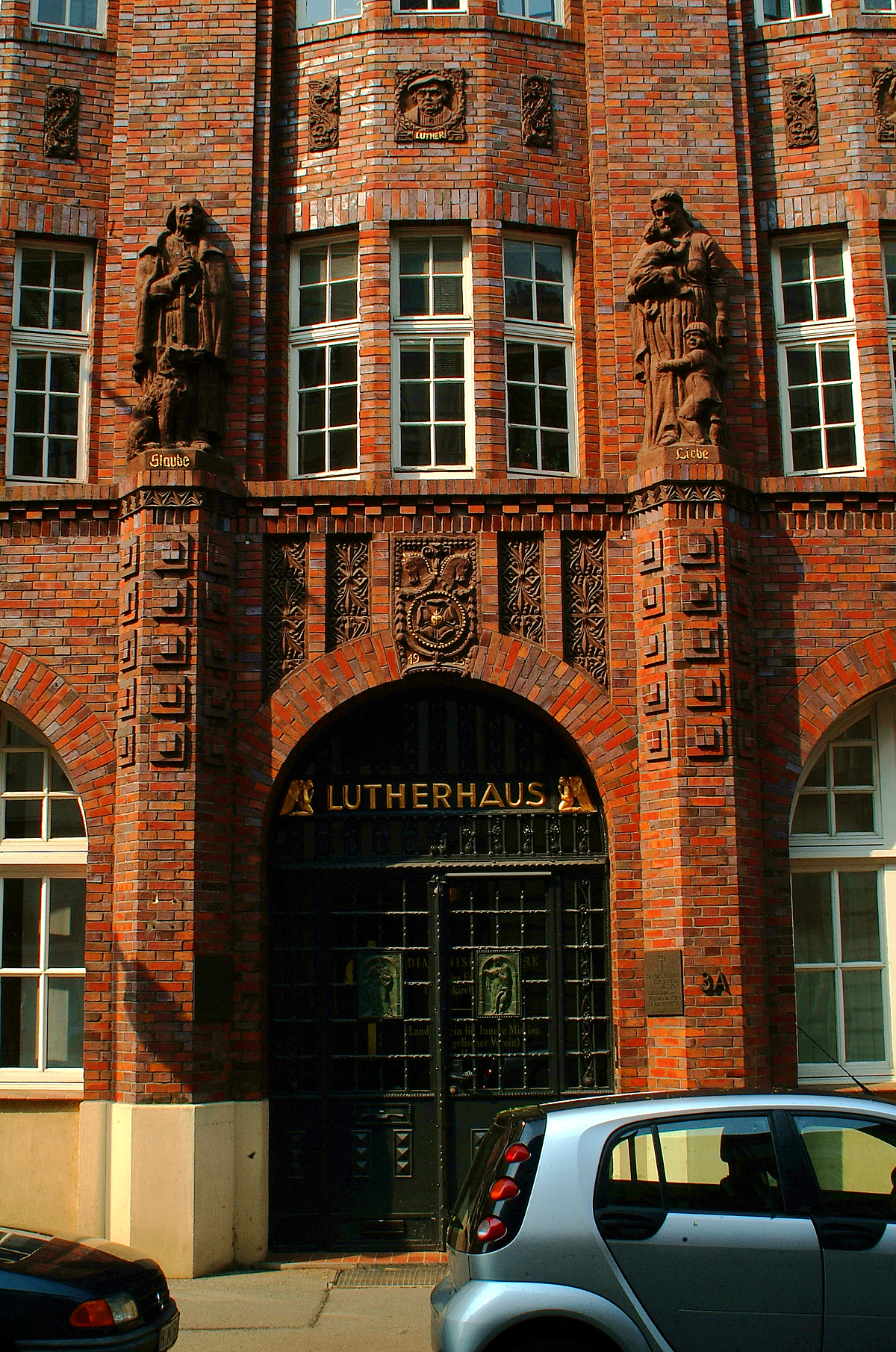
Eingang des Lutherhauses mit reichem Bildprogramm aus figürlicher Keramik

Das Lutherhaus in Hannover ist ein 1925 nach Plänen des Architekten Paul Brandes errichtetes Gebäude. Das heute vom Landesverein für Innere Mission Hannover, als Sitz des Diakonischen Werk in Niedersachsen und der Geschäftsstelle des Diakonischen Dienstgeberverband Niedersachsen (DDN) genutzte Bauwerk unter der Adresse Ebhardtstraße 3a im Stadtteil Mitte zeigt zur Straßenseite eine reich gegliederte rote Klinkerfassade mit nach Art von „bay-windows“ gebogenen Fensterfeldern zwischen Lisenen.
Das mehrmals erweiterte Lutherhaus ist an der Fassade mit mehreren plastisch ausgeformten Figuren aus Keramik geschmückt: Am Gebäudeeingang symbolisiert der Schäfer den Glauben, während die Mutter für Liebe steht. Über dem ersten Obergeschoss sind Persönlichkeiten der Diakonie abgebildet: Gerhard Uhlhorn, Adolf Stoecker, Martin Luther, Johann Hinrich Wichern und Friedrich von Bodelschwingh.
Das Lutherhaus war 1937 bis 1966 erster Sitz des Amt für Gemeindedienst der Evangelisch-lutherischen Landeskirche Hannover, seit 2002 Haus kirchlicher Dienste genannt,
Im Hof des Lutherhauses findet sich noch ein Rest der Stadtmauer als Teil der Stadtbefestigung Hannovers.